# Mélampyre des forêts
Melampyrum sylvaticum
Espèce
Classification APG III (2009)
Le mélampyre des forêts (Melampyrum sylvaticum) est une plante herbacée annuelle de la famille des Orobanchacées (anciennement Scrofulariacées).

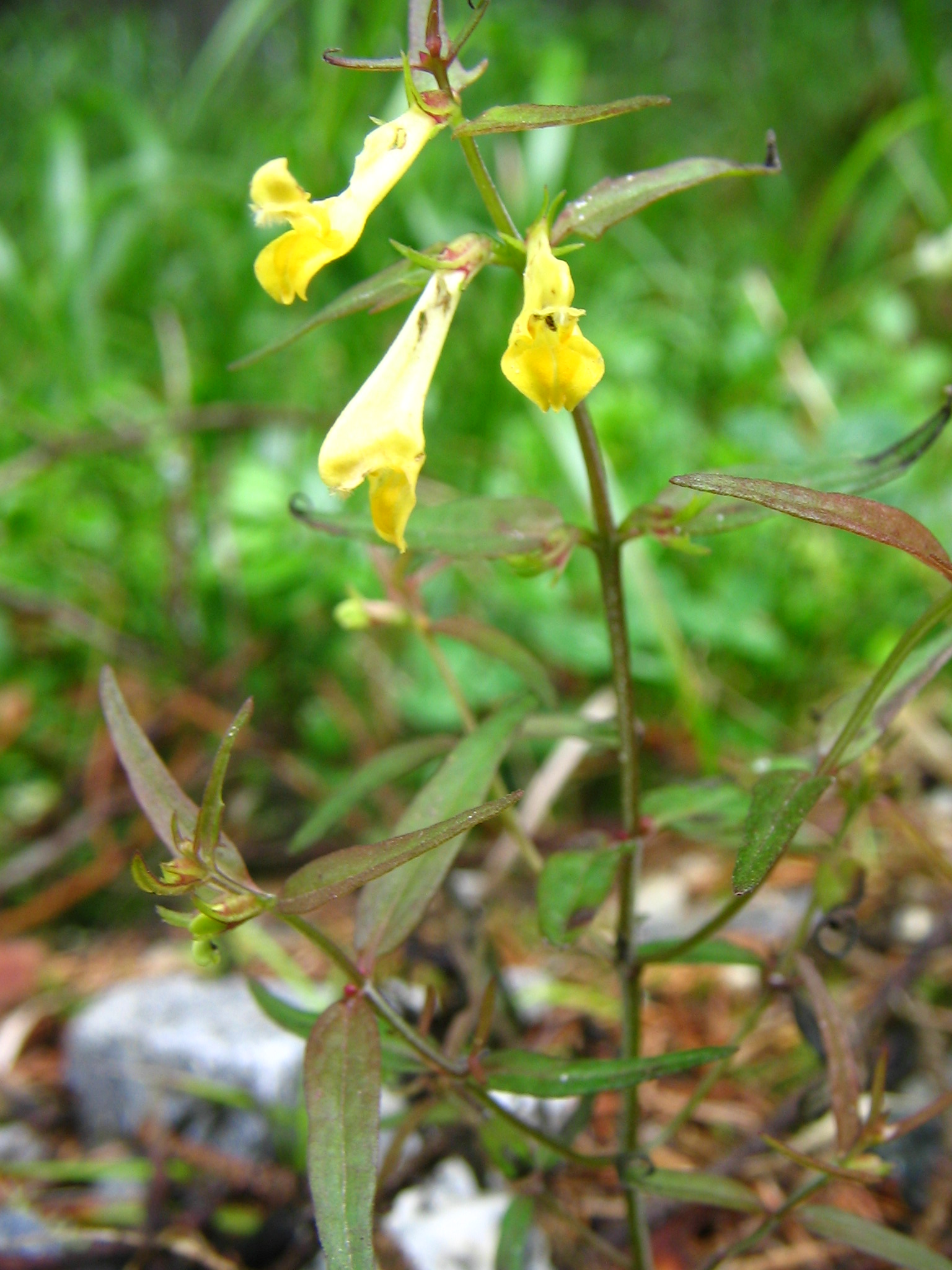
Mélampyre des forêts

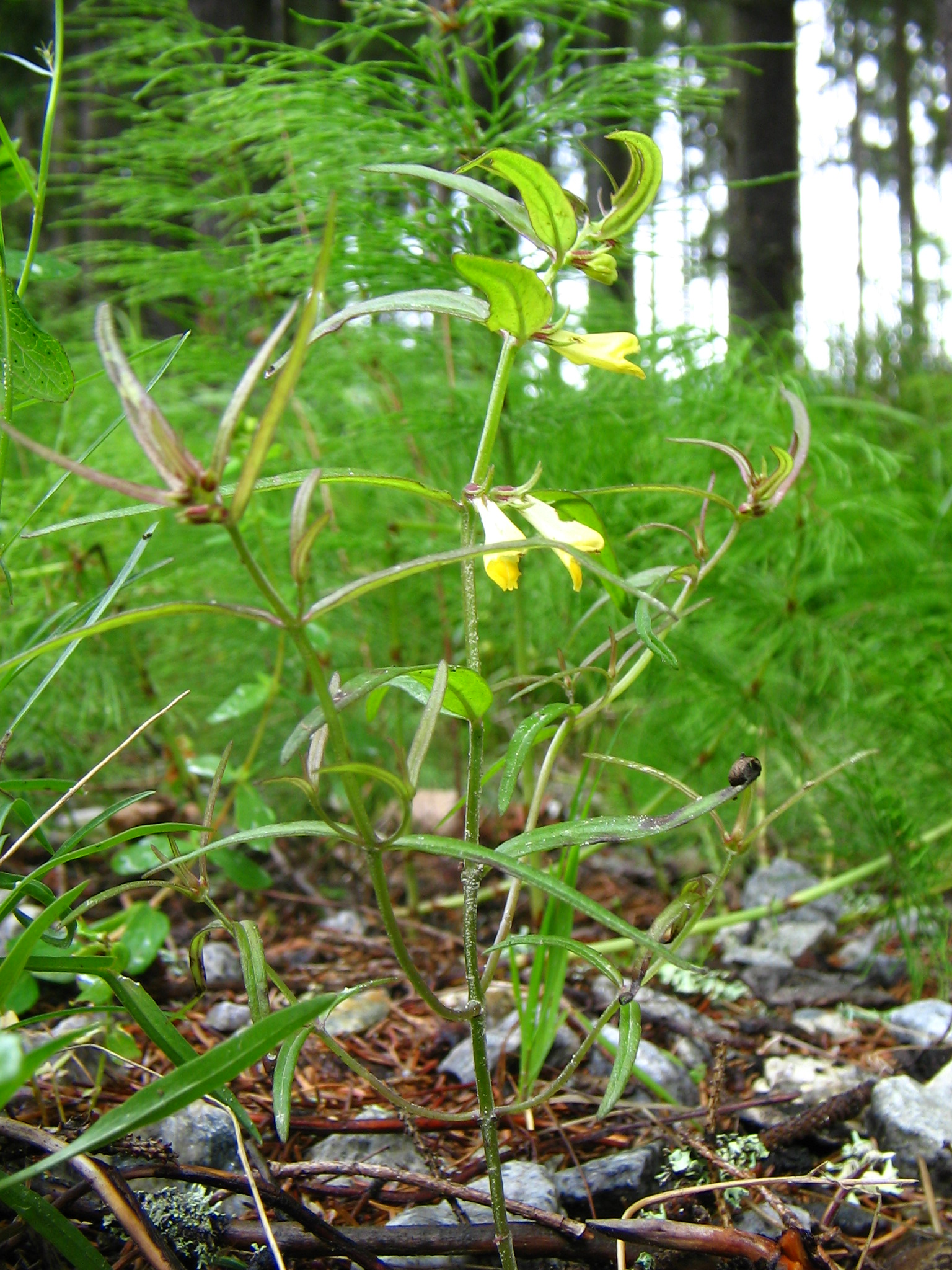
Mélampyre des forêts

## Description
Ce petit mélampyre de 5-25 cm pousse généralement sous les bois de conifères.

Ses fleurs sont jaune foncé, plus petites et plus ouvertes que celles du mélampyre des prés (Melampyrum pratense) et ses bractées sont vertes, à la différence du mélampyre des bois (Melampyrum nemorosum) dont les bractées sont violettes.